# Ennearthron pruinosulus
Ennearthron pruinosulus là một loài bọ cánh cứng trong họ Ciidae. Loài này được Perris miêu tả khoa học năm 1864.